# Tetraglenes ceylonensis
Tetraglenes ceylonensis là một loài bọ cánh cứng trong họ Cerambycidae.